# Michele Reagan

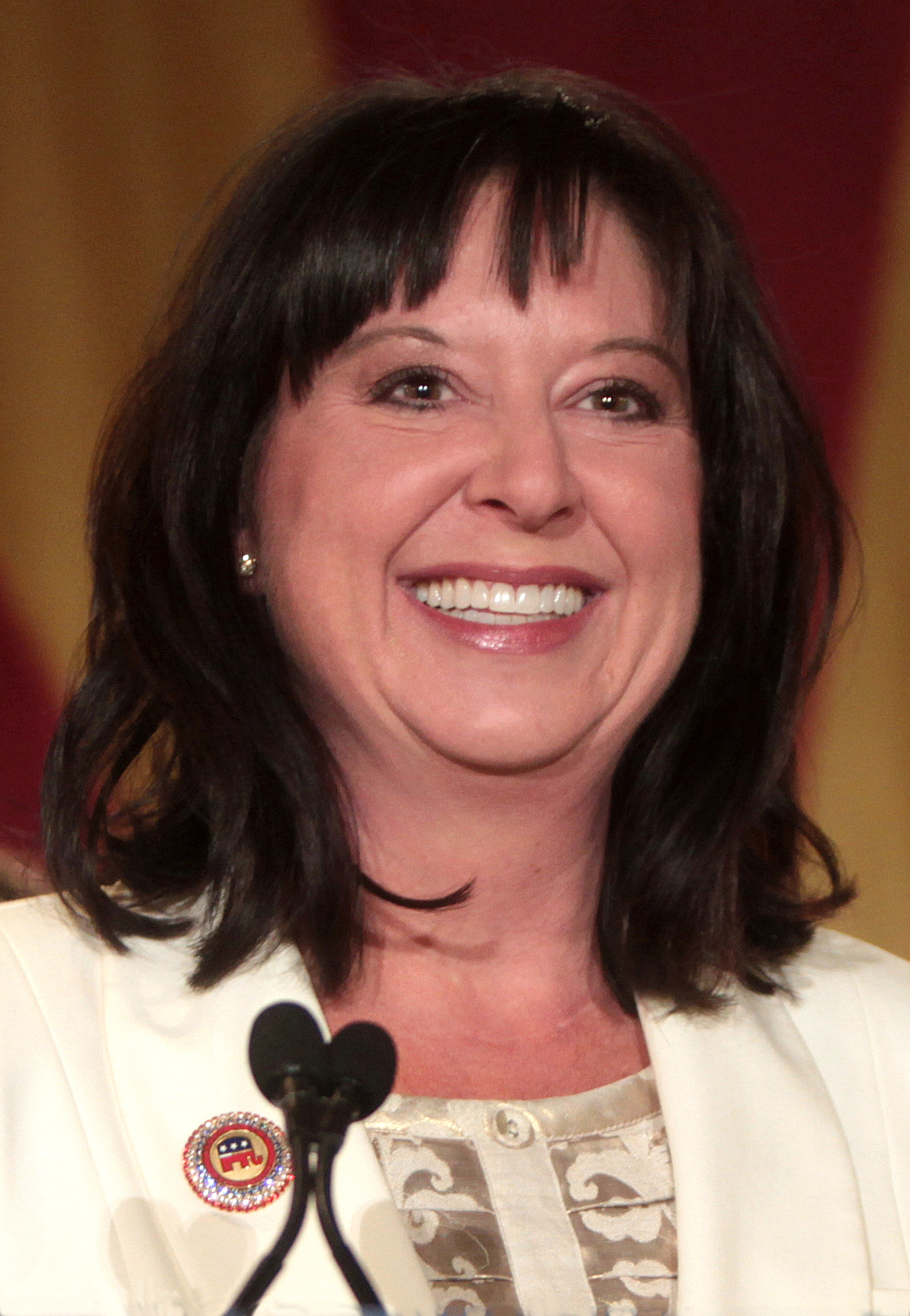
Michele Reagan

Michele Reagan (* 13. Oktober 1969 in Rockford, Illinois) ist eine US-amerikanische Politikerin (Republikanische Partei). Von 2015 bis 2019 war sie Secretary of State von Arizona.

## Werdegang
Michele Reagan wurde 1969 in Rockford geboren, wuchs aber in Chicago auf. Sie besuchte die Illinois State University, wo sie 1991 mit einem Bachelor of Arts in Kommunikationstechnik graduierte. Danach zog sie mit ihrer Familie nach Arizona. Dort eröffnete ihre Familie einen Fastsigns an der Central Avenue in Phoenix (Maricopa County), welchen sie 10 Jahre lang betrieb. Michele Reagan war während dieser Zeit in privaten und Wirtschaftsorganisationen aktiv. Dabei reifte in ihr der Wunsch sich für die Kleinbetriebe in Arizona einzusetzen.
2002 wurde sie für den achten Abgeordnetenbezirk in das Repräsentantenhaus von Arizona gewählt und in den Folgejahren mehrere Male wiedergewählt. Sie bekleidete ihren Abgeordnetensitz bis 2010. Während ihrer Amtszeit hatte sie sechs Jahre lang den Vorsitz im House Commerce Committee. Dabei war sie die jüngste Frau, welches diesen Posten bis dahin innehatte. Außerdem saß sie in dem Ways and Means Committee, dem Ethics Committee, dem Environment Committee und dem Banking and Insurance Committee.
Reagan ist in der National Federation of Independent Business (NFIB) und der Arizona Small Business Association (ASBA) aktiv. Sie sitzt in mehreren Vorständen, darunter die Citizens Action for the Arts, dem Scottsdale Leadership Advisory Board und der Scottsdale Foundation for the Handicapped (auch als STARS bekannt). Außerdem ist sie ein Gründungsmitglied vom Tourism Caucus.
Von 2010 bis 2015 saß sie im Senat von Arizona. Während ihrer Amtszeit hatte sie den Vorsitz im Economic Development and Jobs Creation Committee. Reagan unterstützte 2011 eine Gesetzesvorlage, welche als „Birther Bill“ bekannt war. Dabei sollten die Kandidaten für den Posten des Secretary of State von Arizona ihre Staatsangehörigkeit nachweisen. Außerdem unterstützte sie die Gesetzesvorlage 1062 – eine kontroverse Gesetzesvorlage betreffend Religionsfreiheit, welche durch die Gouverneurin von Arizona Jan Brewer gestoppt wurde.
Am 4. November 2014 wurde sie zum Secretary of State von Arizona gewählt. Dabei besiegte sie ihren demokratischen Herausforderer und früheren Attorney General von Arizona Terry Goddard. Reagan legte ihren Amtseid am 5. Januar 2015 ab. Sie ist die 20. Person, welche diesen Posten bekleidet. 2016 schlug sie im Repräsentantenhaus von Arizona eine Gesetzesvorlage vor, um angeblich die Wahlen zu vereinfachen. Dabei sollten Dark-Money-Gruppierungen doppelt so viel Geld für Volksbegehren aufbringen dürfen, als erlaubt, und dafür Non-Profit-Organisationen mehr Geld für Wahlen.
Reagan ist mit David Gulino verheiratet und hat eine Stieftochter. Die Familie lebt in Scottsdale (Maricopa County).

## Auszeichnungen
- 2013 Legislative Arts Hero, Arizona Citizens Action for the Arts
- 2011 Trailblazer Award, AZ BioIndustry Association
- Legislator of the Year, Arizona Retailers Association
- Small Business Guardian Award, National Federation of Independent Business (NFIB)
- Eye of the Eagle Award, Arizona Small Business Association’s Top Award
- Legislator of the Year, National Association of Women Business Owners (NAWBO)
- Tech 10 Award, Arizona Tech Council, Governor’s Innovation and Technology
- Arts Hero Award, Arizona Citizens for the Arts
- Legislator of the Year, Association of Accountants
- Small Business Defender Award, AZ PCS
- Legislator of the Year, AZ Sub-Contractor Association
- Legislative Leader Award Scottsdale Training and Rehabilitation Services (STARS)
- Best Legislator 2008, Arizona Capitol Times
- Legislator of the Year, Arizona Film Association
- Legislator of the Year, Arizona Psychological Association
- Legislator of the Year, Arizona Tourism Alliance